# Józef Herman
Józef Herman (ur. 3 stycznia 1911 w Warszawie, zm. 19 lutego 2000 w Londynie) – polsko-brytyjski malarz realista, który wywarł istotny wpływ na sztukę współczesną, szczególnie w Wielkiej Brytanii. Jego prace często przedstawiały robotników, co dawało im wydźwięk polityczny. Herman był jednym z pokolenia wschodnioeuropejskich artystów żydowskich, którzy wyemigrowali, aby uniknąć prześladowań w ojczyźnie i pracować za granicą. Przez jedenaście lat mieszkał w Południowej Walii.

## Życiorys

### Wczesne życie i edukacja
Herman urodził się w Warszawie w żydowskiej rodzinie 3 stycznia 1911. Krótko pracował jako grafik.

### Kariera
W 1938 mając 27 lat wyjechał z Polski do Brukseli, uciekając przed narastającym antysemityzmem. Został przedstawiony wielu wybitnym artystom pracującym wówczas w tym mieście. Po wybuchu II wojny światowej i niemieckiej inwazji na Belgię uciekł do Francji, a następnie do Wielkiej Brytanii. Początkowo mieszkał w Glasgow, gdzie poznał pochodzącego z Polski Jankela Adlera, a w latach 1940–1943 przyczynił się do niezwykłego wojennego renesansu artystycznego w mieście. Następnie przeniósł się do Londynu, gdzie spotkał wielu innych europejskich emigrantów, takich jak Węgier Michael Peto, z którym się zaprzyjaźnił. Kiedy po wojnie Peto postanowił zająć się fotografią, Józef Herman zachęcił go do nowego przedsięwzięcia i wsparł jego postępy jako fotoreportera. W 1942 Herman dowiedział się za pośrednictwem Czerwonego Krzyża, że cała jego rodzina zginęła w warszawskim getcie. W 1943 roku zorganizował swoją pierwszą wystawę w Londynie z L.S. Lowrym. Własny styl Hermana był odważny i charakterystyczny, charakteryzował się mocnymi kształtami i minimalnymi detalami.

### Okres powojenny
Herman przedstawiał studium ludzi pracy jako przedmiotów swojej sztuki, byli to zbieracze winogron, rybacy, a przede wszystkim górnicy. Ten ostatni motyw stał się szczególnie interesujący dla Hermana w ciągu jedenastu lat, kiedy mieszkał w Ystradgynlais, osadzie górniczej w Południowej Walii. Mieszkał tam od 1944, szybko stał się częścią lokalnej społeczności, gdzie czule nazywano go Joe Bach (Mały Joe). Wśród jego twórczych współpracowników i przyjaciół w Walii był artysta Will Roberts, który mieszkał w Neath.
Gdy w 1951 otrzymał zlecenie namalowania muralu na Festiwal Wielkiej Brytanii, postanowił jego tematem pracy uczynić górników. Jego praca „Górnicy” (1951) ukazywała sześciu mężczyzn odpoczywających na ziemi po pracy. Herman powiedział: „Myślę, że to jedna z moich kluczowych prac, najważniejsza z tych, jakie zrobiłem w Walii”. Mural znajduje się w stałej ekspozycji Glynn Vivian Art Gallery, która jest powiązana ze Swansea Museum.
Niektóre prace Hermana zostały zebrane przez siostry Davies, brytyjskie mecenaski sztuki i kolekcjonerki w Walii w ramach ich XX-wiecznych zbiorów. Przekazały kolekcję 260 dzieł, szczególnie impresjonistycznych i postimpresjonistycznych obrazów i rzeźb, do Muzeum Narodowego Walii w połowie XX wieku, znacznie poszerzając ich kolekcję.
W 1955 Herman opuszczał Walię, spowodowane to było faktem, że wilgotność klimatu wpłynęła negatywnie na jego zdrowie. Wyjechał na krótko do Hiszpanii, a następnie powrócił do Wielkiej Brytanii i zamieszkał w Londynie. Zdobył złoty medal na National Eisteddfod w Walii w 1962 roku. Pod koniec 1955 przeprowadził się do Suffolk ze swoją partnerką Nini Ettlinger, którą poślubił w 1961. Tragiczna śmierć ich małej córki skłoniła ich do wyprowadzki, w 1972 Herman zamieszkał w Zachodnim Londynie. W 1981 Herman otrzymał Order Imperium Brytyjskiego IV klasy (OBE) za zasługi dla sztuki brytyjskiej i został wybrany do Royal Academy of Arts w 1990. Zmarł w lutym 2000.

## Nagrody i wyróżnienia
W 2004 w Ystradgynlais założono Fundację Józefa Hermana, aby uhonorować artystę i jego dziedzictwo oraz zachęcić do studiowania jego pracy, a także inicjatyw artystycznych w Południowej Walii.
W 2010 została wystawiona sztuka Michaela Watersa "The Secret of Belonging" o Józefie Hermanie i latach spędzonych przez niego w Ystradgynlais, została wystawiona przez National Theatre Wales. Sztuka zawierała współczesną muzykę ludową kompozytora Andy'ego Jonesa, a wykonała ją Antic Theatre. Najpierw wystąpili w Swansea, a następnie wzięli udział w trasie po Południowej Walii w kwietniu i maju 2010.